# Saumane, Gard
Saumane är en kommun i departementet Gard i regionen Occitanien i södra Frankrike. Kommunen ligger i kantonen Saint-André-de-Valborgne som tillhör arrondissementet Le Vigan. År 2022 hade Saumane 296 invånare.

## Befolkningsutveckling
Antalet invånare i kommunen Saumane
Referens:INSEE